# 15. (Preußisches) Reiter-Regiment (Reichswehr)
Das 15. (Preußisches) Reiter-Regiment war ein Kavallerieverband der Reichswehr.

## Geschichte
Das Regiment wurde bereits zum 1. Mai 1920 während der Zeit des Übergangsheeres gebildet. Am 29. Mai 1922 erhielt das Regiment zusätzlich zu seinem Namen die landsmannschaftliche Bezeichnung „Preußisches“. Nach der Überführung in die Wehrmacht erhielt das Regiment am 1. Juli 1936 die Bezeichnung Kavallerie-Regiment 15. Im Zuge der Mobilmachung wurde das Regiment aufgelöst und bildete in der Folge die Aufklärungs-Abteilungen 6, 16, 26 und Teile der Aufklärungs-Abteilungen 169 und 186.

### Garnisonen
- Paderborn, Abdinghofkloster: Regimentsstab und (Ausbildung) Eskadron ⊙
- Schloss Neuhaus: 1. und 2. Eskadron ⊙
- Münster: 3., 4. und 6. Eskadron

### Kommandeure
| Nr. | Name                                                               | Beginn der Berufung | Ende der Berufung  |
| --- | ------------------------------------------------------------------ | ------------------- | ------------------ |
| 1.  | Major Ehrenreich von Manstein                                      | 1. Mai 1920         | 15. Juni 1921      |
| 2.  | Oberstleutnant/Oberst Wilhelm von Bloedau                          | 16. Juni 1921       | 30. September 1923 |
| 3.  | Oberstleutnant Konrad Graf von Korff gen. Schmising                | 1. Oktober 1923     | 31. Januar 1927    |
| 4.  | Major/Oberstleutnant/Oberst Franz Maria von Dalwigk zu Lichtenfels | 1. Februar 1927     | 30. September 1931 |
| 5.  | Oberstleutnant/Oberst Arnold von Biegeleben                        | 1. Oktober 1931     | 30. April 1935     |

## Organisation

### Verbandszugehörigkeit
Bis zur Auflösung der Kavallerie-Divisionen gehörte das Regiment zur 3. Kavallerie-Division in Kassel, danach wurde es dem VI. Armeekorps unterstellt.

### Gliederung
Es bestand aus Regimentsstab und sechs Eskadronen:
- 1. Eskadron, hervorgegangen aus der Reichswehr-Eskadron 331,
- 2. Eskadron, hervorgegangen aus dem Reichswehr-Kavallerie-Regiment 7 und der Reichswehr-Eskadron 208,
- 3. Eskadron, hervorgegangen aus der Reichswehr-Eskadron 231
- 4. Eskadron, hervorgegangen aus der Reichswehr-Eskadron 131,
- 5. (Ausbildungs) Eskadron, hervorgegangen aus dem Reichswehr-Kavallerie-Regiment 10
- 6. Eskadron, hervorgegangen aus dem Reichswehr-Kavallerie-Regiment 7

### Auftrag
Bedingt durch ihre geringe Kampfkraft konnte die Kavallerie der Reichswehr lediglich zur Aufklärung und Sicherung eingesetzt werden. Nach Auflösung der Kavallerie-Divisionen der Wehrmacht 1936 hatten die verbleibenden Kavallerie-Regimenter den Auftrag, die Ausbildung im Hinblick auf die im Kriegsfall aufzustellenden Aufklärungs-Abteilungen der Infanterie-Divisionen durchzuführen.

## Tradition
Das Regiment übernahm 1921 die Tradition der alten Regimenter:
- 1. Eskadron: Husaren-Regiment „König Wilhelm I.“ (1. Rheinisches) Nr. 7
- 2. Eskadron: Husaren-Regiment „Kaiser Nikolaus II. von Russland“ (1. Westfälisches) Nr. 8[4]
- 3. Eskadron: 2. Westfälisches Husaren-Regiment Nr. 11
- 4. Eskadron: Westfälisches Ulanen-Regiment Nr. 5
- 5. Eskadron: Oldenburgisches Dragoner-Regiment Nr. 19
- 6. Eskadron in Münster: Kürassier-Regiment „von Driesen“ (Westfälisches) Nr. 4[5]

## Personen im Regiment
- Georg Freiherr von Boeselager
- Philipp Freiherr von Boeselager
- Heinrich Remling
- Paul Stecken

## Verweise